# Hiroshi Morita
Hiroshi Morita (Kumamoto, 18 mei 1978) is een voormalig Japans voetballer.

## Carrière
Hiroshi Morita speelde tussen 2001 en 2009 voor Sagan Tosu, Albirex Niigata, Omiya Ardija en Ventforet Kofu.